# Prnjavor Mali (miasto Doboj)
Prnjavor Mali (cyr. Прњавор Мали) – wieś w Bośni i Hercegowinie, w Republice Serbskiej, w mieście Doboj. W 2013 roku liczyła 568 mieszkańców.